# 岡山伸也
岡山 伸也（おかやま しんや、1941年 - ）大阪府出身。

## 来歴
1970年よりフリーランスデザイナーとなる。住宅、オフィス、商業施設の建築、インテリアデザインを手がけ一般誌、専門誌に発表。
1979年に境沢孝（建築家）、横山尚人（ガラス作家）、森豪男（家具・インテリアデザイナー）らとともにデザイングルー「ポエフォルム」を結成。
1981年にオリジナルデザインの家具、照明器具等の"SINYA"ブランドを発表。
1985年から数年間イタリアの建築家・アレッサンドロ・メンディーニとデザインコラボレーションを行い"SEI MOBIRETTI"、7+7 GIOIELLI、"MONUMENT"などのプロジェクトを発表。SINYAブランドの家具と共にニューヨーク、ミラノ、東京、大阪などで展覧会を行う。
1986年まで4回の展覧会を開催。

## 主なプロジェクト

### 建築デザイン
- 1973年 - レストラン&ティールーム エリア（奈良市）
- 1975年 - レストラン ニューポート（大阪、長田）
- 1978年 - コーヒーショップ 樹々（大阪、箕面）
- 1982年 - レストラン ロッキー（東大阪市）
- 1983年 - グラフィック・デザイナーの家（大阪市住吉区）
- 2011年 - emergence aoyama complex（東京、南青山）

### インテリアデザイン
喫茶店 ほか
- 1970年 - 茶房 ガーナ（大阪、船場）、コーヒーショップ シャギー（兵庫、夙川）
- 1971年 - コーヒーショップ ファイン（大阪、布施）、レストラン&クラブ ブルボン-Z（境沢孝との共作　秋田）、スナック　ランバン（兵庫、芦屋）、コーヒーショップ モタニ（大阪市北区）
- 1972年 - カフェ オーレ（大阪、東天満）
- 1973年 - ティールーム ロカ（大阪、天六）
- 1975年 - ティーサロン まほろば（大阪、心斎橋）
- 1976年 - せいぶる（大阪、心斎橋）、ラブサウンズ ルイ（大阪、堂島）
- 1977年 - カフェ モア（大阪、桃谷）
- 1978年 - モダンジャズ&ソウル スタジオ14（大阪、北新地）、コーヒーショップ ファイン（大阪、布施）
- 1980年 - ジャズブース Mr. BOSE（大阪、心斎橋）、パブ バーゴ（大阪市南区）
- 1981年 - コーヒー クレイン（大阪、難波）
- 1982年 - バー イッツ（大阪、心斎橋）
- 1983年 - うどん屋つるつる亭（大阪市生野区）、コーヒーショップ ベル（東大阪市）
- 1984年 - 喫茶 カッサシオン
- 1987年 - クレインズ・バー（大阪、難波）
- 2003年 - イグレック ベガ（神戸　元町）
- 2004年 - イグレック まほろば（大阪、心斎橋）
- 2005年 - イグレック テアトル（兵庫県　西宮）
- 2007年 - イグレック　丸の内（東京　丸の内）
- 2011年 - WALL aoyama（東京　南青山）
- 2015年 - WALL fukuoka（福岡、中央区）

ブティック、ギャラリー、その他
- 1972年 - 歯科医院 日野デンタルクリニック
- 1973年 - ギャルリー・コクサイ（大阪、堺筋本町）
- 1974年 - ブティック ロッシェ
- 1982年 - ショールーム インテリア・オブジェクト（大阪市南区）
- 1983年 - ブティック メルローズ（東京 ラフォーレ原宿）
- 2011年 - コスチュームナショナル aoyama（東京　南青山）
- 2015年 - コスチュームナショナル fukuoka（福岡、中央区）

美容室
- 1973年 - ホワイトハウス（大阪、美章園）
- 1976年 - ホワイトハウス（大阪、心斎橋）
- 1979年 - ホワイトハウス（大阪市南区）
- 1984年 - ヘアー・クリエーション ニュー（大阪市南区）
- 2002年 - ザ ヘア ホワイトハウス（大阪市中央区）

### 家具・プロダクトデザイン
- 1976年 - 照明器具「もくめん」
- 1980年 - ランプ CASANOVA、ランプ NEHAN
- 1981年 - チェアGENJI、サイドテーブルPLUM-H、オットマンSTAR FISH、ランプ CHIKEN、スツールROCKET、スツールROCKET、フロアランプSATELLITE、ランプASTRONAUT、コートハンガーHAMLET、バーキャビネットSUNNY SIDE、テーブルMILK-L、テーブルPLUM、フロアランプFLAMINGO、スリッパ・スタンドTELEPATHY
- 1983年 - ベンチCROCODILE、
- 1984年 - チェアHUMMING、スツールKAZENOKO、ボウルPUNCH
- 1985年 - 未完なる家具・京都5＜現代デザインの展望＞展（京都国立近代美術館）出品のための再制作を岡山が担当。
- 1989年 - シェルフKOTOBUKI、テーブルHIKARI、テーブルWINDMILL、テーブルPEPPERMINT、テーブルMAZURKA、チェアICARUS、チェアMACHO、チェアFULLMOON、ランプAYAME、ランプUME、キャビネットPARROT、キャビネットCONDOR

### メンディーニとの共作
- 1985年 - 「現代デザインの展望」展（京都国立近代美術館）のために、アルキミアおよびメンディーニによる1981年のデザイン「未完なる家具・京都5」の再制作を岡山が監督する。
- 1985年 - Naniwa Hichikoのためのモニュメント
- 1986年 - 「SEI MOBILETTI ６つの家具」（ひとりが家具／プロダクトの一部をデザインしたドローイングをもうひとりが受け取り、残りの部分をデザイン）: 小キャビネット、コートハンガー、ランプ、コーヒーテーブル、スツール、花器。
- 1987年 - 「7+7 GIOIELLI 7+7のジュエリー」（ひとりがジュエリーの一部をデザインしたドローイングをもうひとりが受け取り、残りの部分をデザイン）：ペンダント、カフス、ブレスレット、イアリング、ブローチ、指輪等。

## 主な展覧会

### 個展
- 1984年 - SINYA OKAYAMA FURNITURE AND INTERIOR OBJECTS展（ニューヨーク・ギャラリー91、東京・小田急ハルク、神戸・大丸）
- 1985年 - SINYA OKAYAMA FURNITURE AND INTERIOR OBJECTS展（ミラノ・ムゼオ アルキミアアトランタ・ギャラリー291）
- 1986年 - SINYA OKAYAMA FURNITURE AND INTERIOR OBJECTS展（フロリダ・モリカミ美術館）
- 1987年 - 「1986年-1987年　「SEI MOBILETTI 6つの家具」展（1986年：ミラノ・ムゼオ アルキミア。1987年：ニューヨーク・ギャラリー91、東京・アクシス、大阪・シンヤギャラリー）
- 1989年、90年 - 岡山伸也 インテリア・オブジェクト展-ネオモダン・デザインの提案-（1989年：東京・有楽町朝日ギャラリー。1990年：大阪・京阪ギャラリー・オブ・アーツ・アンド・サイエンス）

### グループ展
- 1976年 - Negation of Form展（東京・キロニーインテリアイン）
- 1980年 - ポエフォルム展 第1回（東京）
- 1981年 - ポエフォルム展 第2回（東京）
- 1982年 - ポエフォルム展 第3回（東京）
- 1993年 - ＜デザインの展望＞展（カナダ）モントリオール装飾美術館
- 1984年 - PHOENIX展〔トロント）
- 1986年 - ポエフォルム展 第4回（東京）

## 主なコレクション
- "KAZENOKO" stool, "KOTOBUKI" shelves - フィラデルフィア美術館
- "Brooch Japan" - クーパーヒュイット・スミソニアンデザイン美術館
- "VASE" sei - mobiletti - メトロポリタン美術館

## 主な文献
- 『DOMUS』伊誌 531号（1974年2月）、620号（1981年9月）、630号（1982年8月）、638号（1983年4月）、657号（1985年1月）
- 『INTERIORS』US誌 147号（1987年8月）、148号（1988年7月）
- 『DECORATION』仏誌 74号（1984年9月）
- 『MODO』伊誌 53号（1982年10月）、67号（1984年3月）
- 『CASA VOGUE』伊誌 170号（1986年1月）、224号（1990年11月）
- 『ジャパンインテリアデザイン』42号（1971年1月）、144号（1971年3月）、150号（1971年9月）、154号（1972年1月）、159号（1972年6月）、169号（1973年4月）、172号（1973年7月）、162号（1972年9月）、175号（1973年10月）、202号（1976年1月）、206号（1976年5月）、209号（1976年8月）、213号（1976年12月）、226号（1978年1月）、232号（1978年7月）、239号（1979年2月）、250号（1980年1月）、255号（1980年6月）、263号（1981年2月）、267号（1981年6月）、288号（1983年3月）、289号（1983年4月）
- 『商店建築』16巻2号（1971年2月）、16巻4号（1971年4月）、16巻10号（1971年10月）、17巻1号（1972年1月）、17巻2号（1972年2月）、17巻10号（1972年10月）、18巻4号（1973年4月）、18巻10号（1973年10月）、18巻11号（1973年11月）、21巻1号（1976年1月）、21巻6号（1976年5月）、21巻10号（1976年8月）、21巻15号（1976年12月）、23巻2号（1978年2月）、23巻13号（1978年11月）、2４巻2号（197９年2月）、24巻5号（1979年4月）、26巻6号（1981年6月）、26巻7号（1981年7月）、26巻13号（1981年11月）、26巻15号（1981年12月）、1982年6月、1984年2月
- 『icon』Vol.3（1987年1月）、Vol.4（1987年3月）、Vol.10（1988年3月）